# Mouzáki (Messénie)
Mouzáki, en grec moderne : Μουζάκι, est un village du dème de Triphylie, district régional de Messénie, en Grèce.
Selon le recensement de 2011, la population du village s'élève à 321 habitants.